# باريس تورز 1919
باريس تورز 1919 هو سباق دراجات هوائية، وهو الموسم رقم 14 من باريس تورز، وأقيم في 1919.
فاز بالمركز الأول Hector Tiberghien ‏، وبالمركز الثاني René Vandenhove ‏، وبالمركز الثالث Jean Rossius ‏.

## الفائزون
| الترتيب | الفائز             |
| ------- | ------------------ |
| الفائز  | Hector Tiberghien ‏ |
| الثاني  | René Vandenhove ‏   |
| الثالث  | Jean Rossius ‏      |